# Cirrochroa angustata
Cirrochroa angustata är en fjärilsart som beskrevs av Hans Fruhstorfer 1912. Cirrochroa angustata ingår i släktet Cirrochroa och familjen praktfjärilar. Inga underarter finns listade i Catalogue of Life.